# NGC 1974
NGC 1974 (również NGC 1991 lub ESO 85-SC89) – gromada otwarta powiązana z mgławicą emisyjną, znajdująca się w gwiazdozbiorze Złotej Ryby, w Wielkim Obłoku Magellana. Odkrył ją James Dunlop 6 listopada 1826 roku; niezależnie odkrył ją John Herschel 2 stycznia 1837 roku (jego obserwacja została skatalogowana jako NGC 1991).